# Plistòanax
Plistòanax o Plistònax (grec antic: Πλειστοάναξ o Πλειστώναξ) fou el 19è rei d'Esparta de la línia Agída. Era el fill gran de Pausànies, regent d'Esparta, el vencedor a la batalla de Platea.
A la mort de Plistarc d'Esparta, no més tard del 458 aC, sense descendència, l'herència va recaure en Plistòanax, que era encara menor d'edat.
A l'expedició espartana en ajut dels doris contra els focis el 457 aC, el seu oncle Nicomedes fill de Cleombrot va ser el cap militar efectiu, i Plistòanax de fet només l'acompanyava, segons diu Tucídides.
El 455 aC ja va dirigir personalment l'expedició contra l'Àtica, però atesa la seva joventut estava assistit per Cleàndrides com a conseller. La retirada prematura de l'exèrcit espartà va aixecar sospites de què Cleàndrides i Plistòanax havien estat subornats per Pèricles. Segons Plutarc, Cleàndrides va fugir d'Esparta i va ser condemnat a mort en absència, i el rei, condemnat a una multa que no va poder pagar i se'l va desterrar.
Plistòanax va romandre denou anys a l'exili, residint a la vora del temple de Zeus, a la muntanya del Liceu a Arcàdia, amb la meitat de la seva casa dins el territori sagrat del temple per gaudir dels beneficis de la protecció del santuari. Durant la seva absència, el seu fill Pausànies d'Esparta va ser rei al seu lloc.
L'any 426 aC els espartans per indicació de l'oracle de Delfos el van fer tornar i va ser restaurat en el tron. La seva arribada va ser celebrada amb danses i sacrificis solemnes, tal com s'havia fet amb els primers reis. Però aviat va ser acusat d'induir a la sacerdotessa Pítia d'influir en favor seu i a aquest suposat sacrilegi es van atribuir les derrotes espartanes a la guerra; el 421 aC va haver d'imposar tota la seva autoritat per signar una treva amb Atenes. Aquest mateix any va anar amb un exèrcit a Arcàdia on va aconseguir la independència de Parrhàsia que estava sotmesa per Mantinea i va destruir una fortalesa que dominava Lacònia que els mantineans havien construït a Cípsela, a la frontera.
El 418 aC va agafar el comandament d'un exèrcit d'homes grans i molt joves que va anar en ajut d'Agis II, però quan va arribar a Tegea es va assabentar que Agis ja havia triomfat a Mantinea, i no sent necessària la seva presència va tornar a Esparta. Va morir el 408 aC i el seu fill Pausànies va tornar al tron.